# Astragalus golmuensis
Astragalus golmuensis es una especie de planta del género Astragalus, de la familia de las leguminosas, orden Fabales.

## Distribución
Astragalus golmuensis se distribuye por China.

## Taxonomía
Fue descrita científicamente por Y. C. Ho.